# Kamila
Kamila je žensko osebno ime.

## Izvor imena
Ime Kamila je ženska oblika moškega osebnega imena Kamil.

## Pogostost imena
Po podatkih Statističnega urada Republike Slovenije je bilo na dan 31. decembra 2007 v Sloveniji število ženskih oseb z imenom Kamila: 37.

## Osebni praznik
Osebe z imenom Kamila lahko godujejo takrat kot osebe z imenom Kamil.